# Corentin Cariou (metrostation)
Corentin Cariou er en station på linje 7 i metronettet i Paris, beliggende i 19. arrondissement. Stationen blev åbnet 11. november 1910.
Stationen hed oprindelig Pont de Flandre efter Rue de Flandres-broen over Canal de Saint-Denis. Rue de Flandre var hovedgaden i den franske kommune La Villette, og den endte ved porten Porte de La Villette i bymuren rundt om Paris. I 1946 fik den et nyt navn, da den blev opkaldt efter Corentin Cariou, (1898-1942), medlem af rådet i det 19. arrondissement. Under 2. verdenskrig blev han henrettet af den tyske besættelsesmagt.

## Trafikforbindelser
- Noctilien, STIF, RATP og Transiliens parisiske natbusnet: